# Varde (stenstruktur)
 For alternative betydninger, se Varde (flertydig). (Se også artikler, som begynder med Varde)
Varder har igennem tiden været anvendt verden over med mange forskellige formål. Fælles for alle varder er, at de består af en menneskeskabt stabel af sten.
Som en tidlig form for sømærke anvendes ordet røse, der betyder stendynge, eller på gammelnordisk kummel.
I Skandinavien forbindes varder især med markering af transportruter til lands og til vands, samt som ejendoms- og grænsemarkører. Varder har især været anvendt i bjergrige egne, idet der her er rigelige byggematerialer og desuden den sigtbarhed, der er nødvendig for at varderne fungerer som landmærker.
Udover som vej- og ejendomsmarkører har varder også været anvendt af enkeltindivider som monumenter, i den forstand at de ofte bliver opført af turister ved markante steder som et monument over deres tur til stedet.
Ved Langelinie i København er der opstillet en varde med sten fra Thule.